# Station Pontypool and New Inn
Pontypool and New Inn is een spoorwegstation van National Rail in Torfaen in Wales. Het station is eigendom van Network Rail en wordt beheerd door Transport for Wales. Het station is geopend in 1852.